# Angiologia
Angiologia é a utilidade médica que se ocupa do tratamento clínico das doenças que acometem vasos sanguíneos (artérias e veias) e vasos linfáticos, como varizes, aneurismas e obstruções arteriais. Atua em conjunto com a cirurgia vascular que se ocupa do tratamento cirúrgico das ditas doenças.
No Brasil, como em Portugal, as duas abordagens, clínica e cirúrgica, são realizadas por uma especialidade unificada que leva o nome de "Angiologia e Cirurgia Vascular".
Mas em muitos países, como a França, a angiologia faz parte da cardiologia e a cirurgia vascular trata só das situações cirúrgicas. Neste caso, o ecodoppler vascular fica a cargo do cardiologista/angiologista o que liberta o cirurgião vascular e lhe permite concentrar-se nos inúmeros casos que requerem uma cirurgia.

## Visão Geral
As doenças arteriais incluem a aorta (aneurismas/dissecção) e as artérias que irrigam as pernas, mãos, rins, cérebro e intestinos. Também cobre trombose arterial e embolia; vasculites; e distúrbios vasoespásticos. Naturalmente, trata da prevenção de doenças cardiovasculares, como ataque cardíaco e derrame. As doenças venosas incluem trombose venosa, insuficiência venosa crônica e veias varicosas. As doenças linfáticas incluem formas primárias e secundárias de linfedema.

Também envolve a modificação de fatores de risco para doenças vasculares, como colesterol alto e pressão alta.